# Битка за Форт Самтер
Битка за Форт Самтер (енгл. Battle of Fort Sumter), вођена 14. јуна 1861, прва битка Америчког грађанског рата. Трупе тек формиране Конфедерације заузеле су тврђаву Самтер код Чарлстона, коју је бранио мали гарнизон редовне војске САД, који се изјаснио за Унију.

## Позадина
По Марксу и Енгелсу, основни узрок Америчког грађанског рата био је стално растући антагонизам између буржоазије северних држава (Севера) и робовласника јужних држава (Југа). Постојање ропства на Југу кочило је развој капитализма у САД. Од средине 19. века на Северу је постајао све јачи покрет за укидање ропства у САД. Значајну улогу у борби против ропства одиграла је оружана борба фармера против робовласника у Канзасу (1854-1856) и устанак Џона Брауна (1859). Поред тога, утицај Републиканске партије (основане 1854) у којој су доминирали противници ропства, стално је растао. На изборима 1860. за председника САД изабран је републиканац Абрахам Линколн, отворени противник робовласништва. У одговор, 11 држава Југа (по реду сецесије: Јужна Каролина, Северна Каролина, Мисисипи, Флорида, Алабама, Џорџија, Лујзијана, Тексас, Вирџинија, Арканзас и Тенеси) чији су владајући кругови били одлучни да по сваку цену сачувају ропство, одцепиле су се од САД и образовале Конфедерацију Држава Америке. За председника је изабран пуковник Џеферсон Дејвис, сенатор из Мисисипија, а Ричмонд, главни град Вирџиније, проглашен је за престоницу.

## Последице
Заузимање тврђаве Самтер окончало је покушаје америчке владе да нађе компромисно решење са владом Конфедерације и увело земљу у отворени рат.

## Референца
1. 1 2  Аљанчић 1970, стр. 118.